# Situmeang Habinsaran
Situmeang Habinsaran is een bestuurslaag in het regentschap Tapanuli Utara van de provincie Noord-Sumatra, Indonesië. Situmeang Habinsaran telt 2697 inwoners (volkstelling 2010).